# فرانك جونسون (لاعب كرة قاعدة)
فرانك جونسون (بالإنجليزية: Frank Johnson)‏ هو لاعب كرة قاعدة أمريكي، ولد في 22 يوليو 1942 في إل باسو في الولايات المتحدة. شارك في 6 مواسم مع فريق سان فرانسيسكو جاينتس في دوري كرة القاعدة الرئيسي، لاعبًا في 192 مباراة.

## وصلات خارجية
- فرانك جونسون على موقع دوري كرة القاعدة الرئيسي (الإنجليزية)
- فرانك جونسون على موقع الدوري الياباني لكرة القاعدة (الإنجليزية)
- فرانك جونسون على موقعبيزبول رفرنس.كوم (الدوري الرئيسي) (الإنجليزية)
- فرانك جونسون على موقعبيزبول رفرنس.كوم (الدوري الثانوي) (الإنجليزية)
- فرانك جونسون على موقع إي إس بي إن.كوم (أم.أل.بي) (الإنجليزية)
- فرانك جونسون على موقع مشجعي الرسوم البيانية (الإنجليزية)